# Okręg Verdun
Okręg Verdun (fr. Arrondissement de Verdun) – okręg w północno-wschodniej Francji. Populacja wynosi 84 tysiące.
Na obszarze tego okręgu w czasie I wojny światowej przebiegał front oraz miała miejsce Bitwa pod Verdun.

## Podział administracyjny
W skład okręgu wchodzą następujące kantony:
- Charny-sur-Meuse,
- Clermont-en-Argonne,
- Damvillers,
- Dun-sur-Meuse,
- Étain,
- Fresnes-en-Woëvre,
- Montfaucon-d'Argonne,
- Montmédy,
- Souilly,
- Spincourt,
- Stenay,
- Varennes-en-Argonne,
- Verdun-Centre,
- Verdun-Est,
- Verdun-Ouest.